# Associazione Calcio Femminile Trento 1998-1999
Questa voce raccoglie le informazioni riguardanti l'Associazione Calcio Femminile Trento nelle competizioni ufficiali della stagione 1998-1999.

## Rosa
| N. |                   | Ruolo | Calciatrice         |
| -- | ----------------- | ----- | ------------------- |
|    | Italia (bandiera) | P     | Francesca Berti     |
|    | Italia (bandiera) | P     | Elena Bon           |
|    | Italia (bandiera) | D     | Giuliana Aor        |
|    | Italia (bandiera) | D     | Michela Boccagni    |
|    | Italia (bandiera) | D     | Maria Crosina       |
|    | Italia (bandiera) | D     | Paola Gigliotti     |
|    | Italia (bandiera) | D     | Michela Grazzi      |
|    | Italia (bandiera) | D     | Francesca Pietracci |
|    | Italia (bandiera) | D     | Erika Tarabelli     |
|    | Italia (bandiera) | D     | Grazia Trentin      |

| N. |                   | Ruolo | Calciatrice          |
| -- | ----------------- | ----- | -------------------- |
|    | Italia (bandiera) | D     | Chiara Uez           |
|    | Italia (bandiera) | C     | Anna Busetti         |
|    | Italia (bandiera) | C     | Anna Dalfollo        |
|    | Italia (bandiera) | C     | Barbara Dapor        |
|    | Italia (bandiera) | C     | Manuela Grassi       |
|    | Italia (bandiera) | C     | Roswitha Oberlechner |
|    | Italia (bandiera) | C     | Emy Zendron          |
|    | Italia (bandiera) | A     | Isabella Casagranda  |
|    | Italia (bandiera) | A     | Silvia Eccher        |
|    | Italia (bandiera) | A     | Silvia Sedonati      |